# 正方行列
正方行列（せいほうぎょうれつ、英: square matrix）とは、行要素の数と列要素の数が一致する行列である。サイズが n × n つまり、n 行 n 列であるとき、n 次正方行列という。
{\displaystyle {\begin{bmatrix}a_{11}&a_{12}&\cdots &a_{1n}\\a_{21}&a_{22}&\cdots &a_{2n}\\\vdots &\vdots &\ddots &\vdots \\a_{n1}&a_{n2}&\cdots &a_{nn}\end{bmatrix}}}

## 性質
- 同じサイズの正方行列の全体には加法・乗法が定義可能で、環をなす。（これは行列のサイズが n × n のとき n 次の全行列環と呼ばれる。）
  - 可換環上 1 次の場合（スカラー）をのぞいて、全行列環は非可換。
  - 実数体 R 上で定義された 2 次の全行列環は複素数体 C と同型な部分体を含む。
  - 複素数体 C 上定義された 2 次の全行列環あるいは R 上定義された 4 次の全行列環は、四元数体 H に同型な部分斜体を含む。
- 可換環上で定義される正方行列には行列式を定義できる。
- 単元と冪等元の積として書ける。

## 正方行列に対して定義されているもの
正方行列に対して定義されているものを以下に示す。
- 逆行列 - (逆元#逆行列・擬逆行列、可逆元参照)
- 行列式
- 固有値
- 特異値
- トレース

特異値を除くと、通常これらは正方行列でのみ定義されている。

## 特殊な正方行列
- 三角行列 - 対角行列 - 単位行列
- エルミート行列 - 対称行列
- 正則行列 - 逆行列
- ユニタリ行列 - 直交行列
- カルタン行列